# روبرت فريجيريو
روبرت فريجيريو (Roberto Frigerio) (مواليد 16 مايو 1938) هو لاعب كرة قدم. يلعب مع منتخب سويسرا لكرة القدم. سبق له أن لعب في كأس العالم لكرة القدم مع منتخب بلاده.

## وصلات خارجية
- روبرت فريجيريو على موقع الاتحاد الدولي (مؤرشف)  (الإنجليزية)
- روبرت فريجيريو على موقع قاعدة بيانات كرة القدم.إي يو (الإنجليزية)
- روبرت فريجيريو على موقع ناشيونال فوتبول تيمز (الإنجليزية)